# Stratton (Nebraska)
Pour les articles homonymes, voir Stratton.
Stratton est un village du comté de Hitchcock, dans l'État du Nebraska, aux États-Unis. En 2020, il comptait une population de 310 habitants.